# Rob van Houwelingen
P.H.R. (Rob) van Houwelingen (1955) is een Nederlands nieuwtestamenticus. 

## Loopbaan
Hij studeerde aan de Theologische Universiteit Kampen (Broederweg) en was van 1980 tot 2002 predikant in achtereenvolgens Driebergen, Ommen, Enschede en Nijkerk. Van 1995 tot 2005 was hij lid van het algemeen bestuur (in 2002 opgegaan in de ledenraad) van het Nederlands Bijbelgenootschap. Hij promoveerde in 1988 cum laude bij Jakob van Bruggen met een studie over de authenticiteit van 2 Petrus en werd in 2002 diens opvolger aan dezelfde universiteit. 
Van Houwelingen publiceert regelmatig in bladen als het Nederlands Dagblad, Nader Bekeken en OnderWeg (voorheen De Reformatie). Ook schreef hij een aantal boeken, waaronder vijf complete delen in het Commentaar Nieuwe Testament. In juni 2022 nam hij in Kampen afscheid als hoogleraar met de rede "Geen aanzien des persoons. Petrus, Jakobus en Paulus over de impact van Gods gelijkheidsregel". Bij die gelegenheid werd hem een feestbundel aangeboden, getiteld Troubling Texts in the New Testament.